# Voldanlæg
 "Lynette" omdirigeres hertil. For togtypen, se Y-tog.
Et voldanlæg kan bestå af mange dele og kan indgå som en fæstningsvold med voldgrav, lynette, fort, bastion, kasemat, berme.
Et voldanlæg blev fra middelalderen anvendt for at give forsvarerne beskyttelse og overblik og for at gøre det svært for angribere at komme ind i slottet eller byen.

## Fagudtryk
Middelalderens borge havde høje, tykke stenmure, men dem kunne renæssancens kanoner skyde i stykker. Afløseren var en jordvold kaldet kurtine, der opfangede energien fra kanonkuglerne. Foran kurtinen kunne en lav vold, faussebrai, beskytte kurtinen i nærkamp. Eskarpen er den side af voldgraven der vender mod forsvareren, den modsatte side af voldgraven kaldes kontreskarpen. I fæstningens hjørner vil bastioner stikke frem og deres skyts vil kunne dække kurtinerne og nabobastionerne mod stormløb. Rundt om fæstningen er der en voldgrav. Uden om voldgraven ligger udenværket. Raveliner er trekantede forsvarsværker foran kurtinerne. De er åbne bagtil, så de ikke giver dækning for fjenden, hvis de erobres. Fæstningens porte forbindes med træbroer til raveliner. Kontregarder er trekantede forsvarsværker foran bastionerne, eller raveliner i ydre udenværker. Raveliner og kontregarder forbindes af enveloppen, der er en lav vold, som bastionerne kan skyde henover. Enveloppen er omgivet af endnu en voldgrav. Foran fæstningsværkerne ligger glacis og esplanader, der er bar mark uden dækning for fjenden. Uden tilknytning til resten kan lynetter ligge som små isolerede bastioner, dog lukket på bagsiden.